# Robert Foster Kennedy

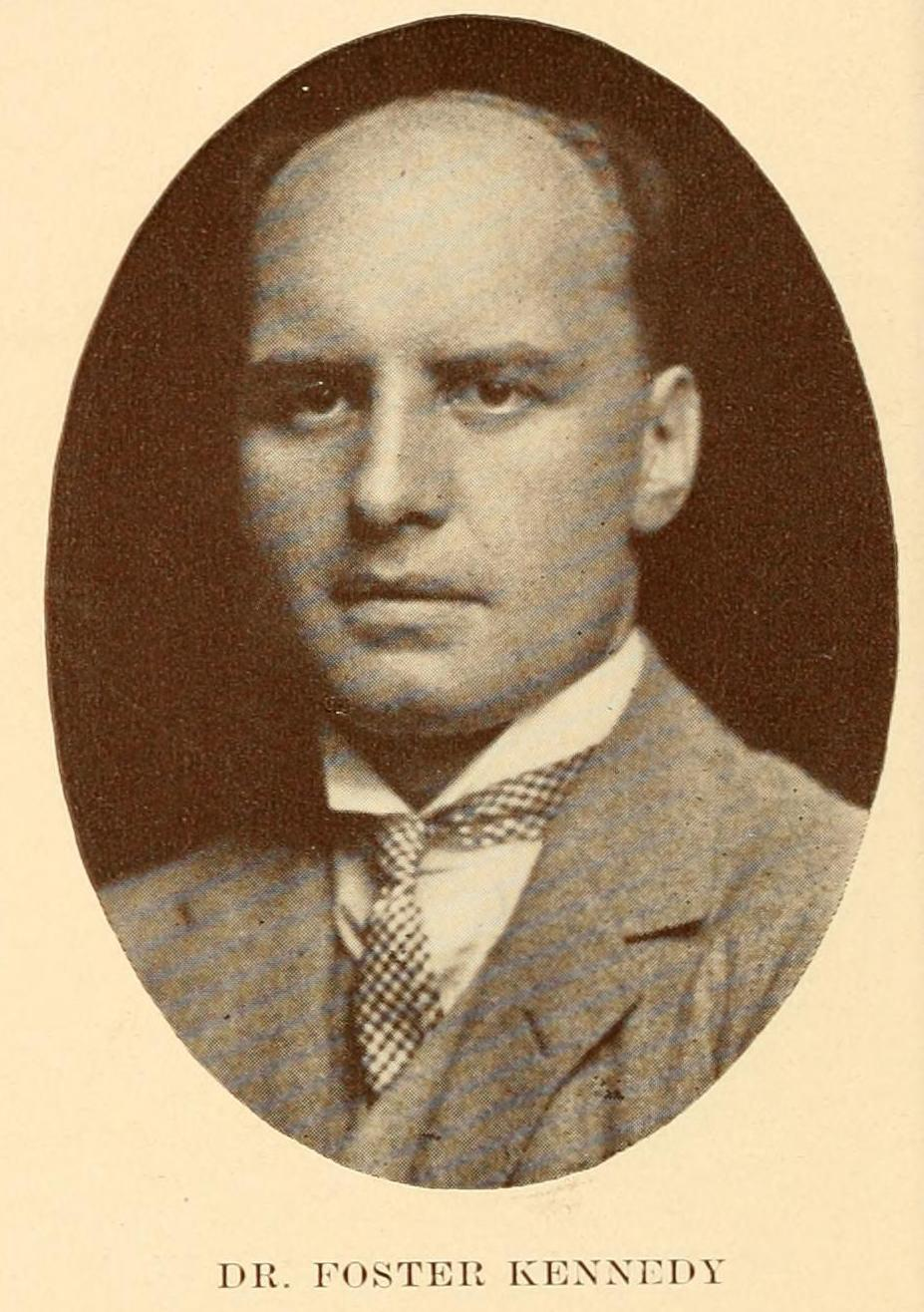
Robert Foster Kennedy

Robert Foster Kennedy (ur. 1884, zm. 1952) – amerykański neurolog pochodzenia irlandzkiego. Opisał zespół objawów spowodowanych guzami przedniego dołu czaszki (zespół Fostera Kennedy’ego).
Foster Kennedy studiował medycynę na uniwersytecie w stolicy Irlandii Północnej i zdawał końcowe egzaminy w Dublinie na Royal University of Ireland. Po zakończeniu studiów w 1906 roku pracował w National Hospital przy Queen’s Square w Londynie, gdzie praktykował pod okiem wybitnych neurologów: Williama Gowersa, Johna Hughlingsa Jacksona, sir Victora Horsleya i Henry’ego Heada. W 1910 roku został zaproszony świeżo otwartego zakładu neurologii w Nowym Jorku. Podczas wybuchu I wojny światowej przebywał w Europie. Został wezwany do służby we francuskim szpitalu wojskowym, a następnie w brytyjskim oddziale. Został uhonorowany najwyższym odznaczeniem nadawanym przez francuski rząd – Legią Honorową.
Po wojnie Kennedy pracował w Bellevue Hospital w Nowym Jorku, gdzie przyjaźnił się z Samuelem Alexandrem Kinnierem Wilsonem. Następnie objął stanowisko profesora na Cornell University a w 1940 roku został wybrany prezesem American Neurological Association.